# Semidalis anchoroides
Semidalis anchoroides is een insect uit de familie van de dwerggaasvliegen (Coniopterygidae), die tot de orde netvleugeligen (Neuroptera) behoort. 
De wetenschappelijke naam Semidalis anchoroides is voor het eerst geldig gepubliceerd door Z.-q. Liu & C.-k. Yang in 1993.